# Ester Wajcblum
Ester Wajcblum (Varsovia, Polonia, 16 de enero de 1924-Auschwitz, Polonia, 6 de enero de 1945) fue parte de la resistencia judía durante el Holocausto.

## Biografía
Ester Wajcblum nació en una familia judía no muy religiosa pero que celebraba los días festivos judíos. Era la segunda de tres hijas. Sus padres y su niñera eran sordos, pero Ester y sus hermanas podían oír y hablar. También dominaban el lenguaje de señas y así podían comunicar con sus padres, su niñera y los muchos amigos sordos de sus padres. La familia vivía en un apartamento amplio en Varsovia.
El padre de Ester Wajcblum tenía una pequeña fábrica donde se producían juguetes y otros objetos de madera.
Ester visitó a una escuela privada católica. «Ester tenía muchos pasatiempos y era muy atlética. En una visita conjunta al teatro con su madre, todos los niños del público fueron invitados a un concurso de danza y ballet. Ester participó con gran entusiasmo. Era tan buena que ganó el primer premio. También recibió una beca para una conocida escuela de danza en Varsovia.»
Pocas semanas después de que los nazis conquistaron Varsovia, el barrio en el que vivían sobre todo judíos fue declarado «zona contaminada» y luego, en octubre de 1940, un gueto. Todos los judíos viviendo en Varsovia tenían que mudarse al gueto. 350 000 personas vivían en un espacio muy pequeño. Ester también tenía que vivir allí, pero su familia no tenía que mudarse, porque su apartamento ya se encontraba en el gueto.
«Poco después de la ocupación de la ciudad, los nazis habían promulgado una serie de decretos antijudíos, que también afectaban duramente a Ester: tenía que llevar un brazalete con una estrella de David azul en el brazo para que podía ser reconocida inmediatamente como judía. Pronto no podía moverse libremente por su ciudad natal, ya que los judíos tenían que permanecer dentro de los muros del gueto. Fue expulsada de la escuela y, a los quince años, tenía que buscar un trabajo lo antes posible para ganar dinero.»
Ester trabajó como enfermera en uno de los hospitales judíos del gueto. Había muy pocos medicamentos por lo que los médicos y las enfermeras podían hacer muy poco para los enfermos.
En julio de 1942 los nazis empezaron a deportar a los judíos del gueto en Varsovia a campos de concentración. Sin embargo, el padre de Ester logró evitar la deportación de su familia porque empezó a fabricar cruces de madera para las tumbas de soldados alemanes, aunque ya hacía mucho tiempo que los nazis le habían quitado su fábrica. Al principio Ester también estaba protegida de una deportación por ser enfermera. En 1942 el padre de Ester había conseguido papeles especiales para toda la familia. Así Ester pudo quedarse en Varsovia hasta mayo de 1943. En el gueto solamente quedaron 50 000 de los 500 000 judíos de Varsovia. Los otros habían muerto por hambre o enfermedades o habían sido deportados a campos de concentración.
En mayo de 1943 Ester, su hermana Anna y sus padres fueron deportados al campo de concentración de Majdanek. Sus padres fueron asesinados poco después de su llegada. Después de unos meses Ester y su hermana Anna fueron llevadas al campo de concentración de Auschwitz-Birkenau. Allí Ester enfermó de tifus, sin embargo tenía que trabajar. Su trabajo consistía en llenar los detonadores de granadas con pólvora negra.
Después de unos meses de trabajar en la fábrica de municiones, Ester Wajcblum conoció a Róża Robota, quien era parte de un grupo de resistencia en el campo de concentración. El grupo planeó una revuelta armada, volar los crematorios para poner fin a las matanzas en masa, matar a los hombres de las SS y organizar una huida en masa. Ester empezó a pasar explosivos de la fábrica para fabricar granadas de mano para un levantamiento de los presos. Ester y otras cuatro mujeres lograron recoger juntas unas dos cucharillas de té de pólvora negra al día. Después de casi un año tenían suficiente pólvora negra para fabricar granadas de mano.
El 7 de octubre de 1944 empezó un levantamiento en el campo de concentración de Auschwitz. Los presos que tenían que asfixiar con gas a otros presos e incinerar sus cadáveres atacaron a hombres de las SS, prendieron fuego a un crematorio e intentaron huir. Lograron destruir uno de los crematorios con las granadas de mano. Sin embargo, el levantamiento fracasó. No lograron una huida en masa y muchos presos fueron asesinados. Ester Wajcblum y otras dos mujeres fueron torturadas durante varias semanas, pero las mujeres no revelaron los nombres de los otros participantes del levantamiento. El 6 de enero de 1945 Ester Wajcblum fue ahorcada. Tenía veinte años.